# 楊霆
楊霆（1527年—？），字子威，號古崗，順天府昌平州順義縣人，民籍，明朝政治人物。

## 生平
嘉靖二十五年（1546年）丙午科順天府鄉試第六十七名舉人。嘉靖三十五年（1556年）中式丙辰科三甲第一百八十七名進士。吏部观政，授行人司行人，四十二年十一月选授户科给事中，巡视光禄寺。四十三年十月升吏科右，十二月以風聞论劾应天巡抚周如斗。

## 家族
曾祖楊海；祖父楊玉；父楊聰。嫡母張氏；生母張氏。